# Caught in the Rain
Caught in the Rain (br: Carlitos e a sonâmbula / pt: Charlot e a sonâmbula) é um filme mudo de curta-metragem estadunidense de 1914, do gênero comédia, produzido por Mack Sennett para os Estúdios Keystone, e dirigido e protagonizado por Charles Chaplin.

## Sinopse
Aproveitando a ausência momentânea de um marido, Carlitos paquera uma dama em um banco do parque. Quando o marido retorna, briga com a mulher. No hotel, onde a discussão continua, Carlitos se engana de porta, reencontra o casal, e é expulso violentamente, indo se esconder na casa vizinha. Porém, a mulher, que é sonâmbula, aparece e Carlitos a devolve ao seu apartamento, provocando novo alvoroço ao marido e em todo o hotel. Escondido na parte externa de uma janela, debaixo da chuva, ele é resgatado pela polícia, tenta escapar, mas a sonâmbula cai em seus braços novamente.

## Elenco
- Charles Chaplin .... hóspede embriagado
- Mack Swain .... marido
- Alice Davenport .... esposa
- Alice Howell .... hóspede do hotel